# École nationale supérieure d'ingénieurs de Poitiers

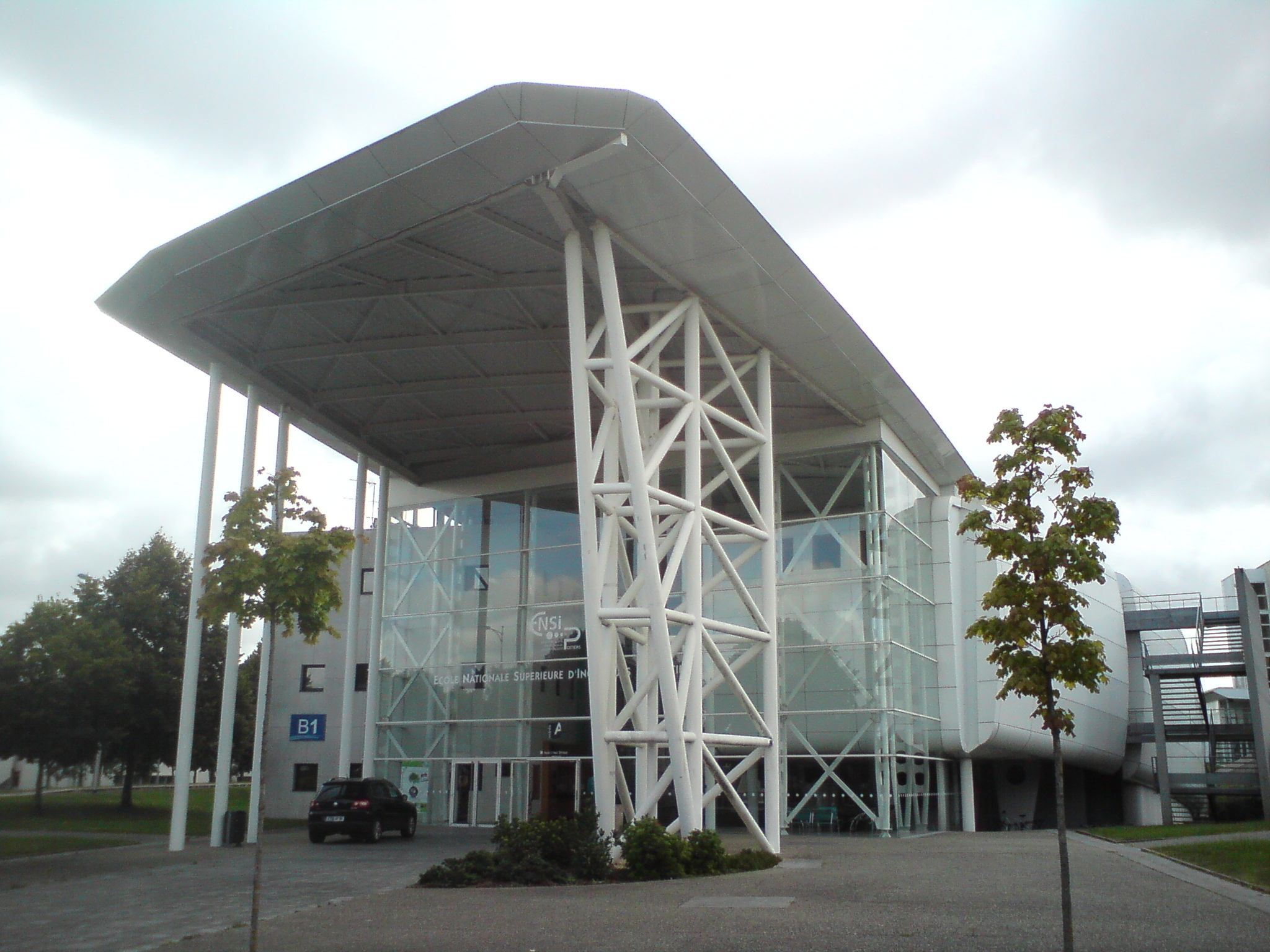
Sede de ENSI Poitiers

La École nationale supérieure d'ingénieurs de Poitiers (también conocida como ENSIP O ENSI Poitiers) es una  escuela de ingenieros de Francia.

## Diplomado ENSIP
- Energía
- Agua e ingeniería civil

## Laboratorio y Doctorados de investigación
- Institut P' (Pprime)
- Institut de chimie des milieux et matériaux de Poitiers (IC2MP)
- Laboratoire d'informatique et d'automatique pour les systèmes (LIAS)